# Claude François Milliet Dechales
Claude François Milliet Dechales, cunoscut și ca Deschales sau De Challes, Claudius Franciscus, (n. 1621 la Chambéry, Savoie - d. 28 martie 1678 la Torino) a fost un matematician francez.
A făcut parte din ordinul iezuiților de la vârsta de 15, din 1636.
A studiat matematica singur, ca autodidact. Timp de 9 ani a fost misionar iezuit în Turcia. 
A fost profesor regal de hidrografie la Marsilia și apoi profesor de matematică la Trinity College, Dublin și la Torino, unde și-a petrecut ultima parte a vieții.
A publicat un curs de matematică și a efectuat o traducere a operelor lui Euclid, lucrare foarte populară în Franța, chiar dacă a fost mai slabă calitativ decât cea a lui Gilles Personne de Roberval.

## Scrieri

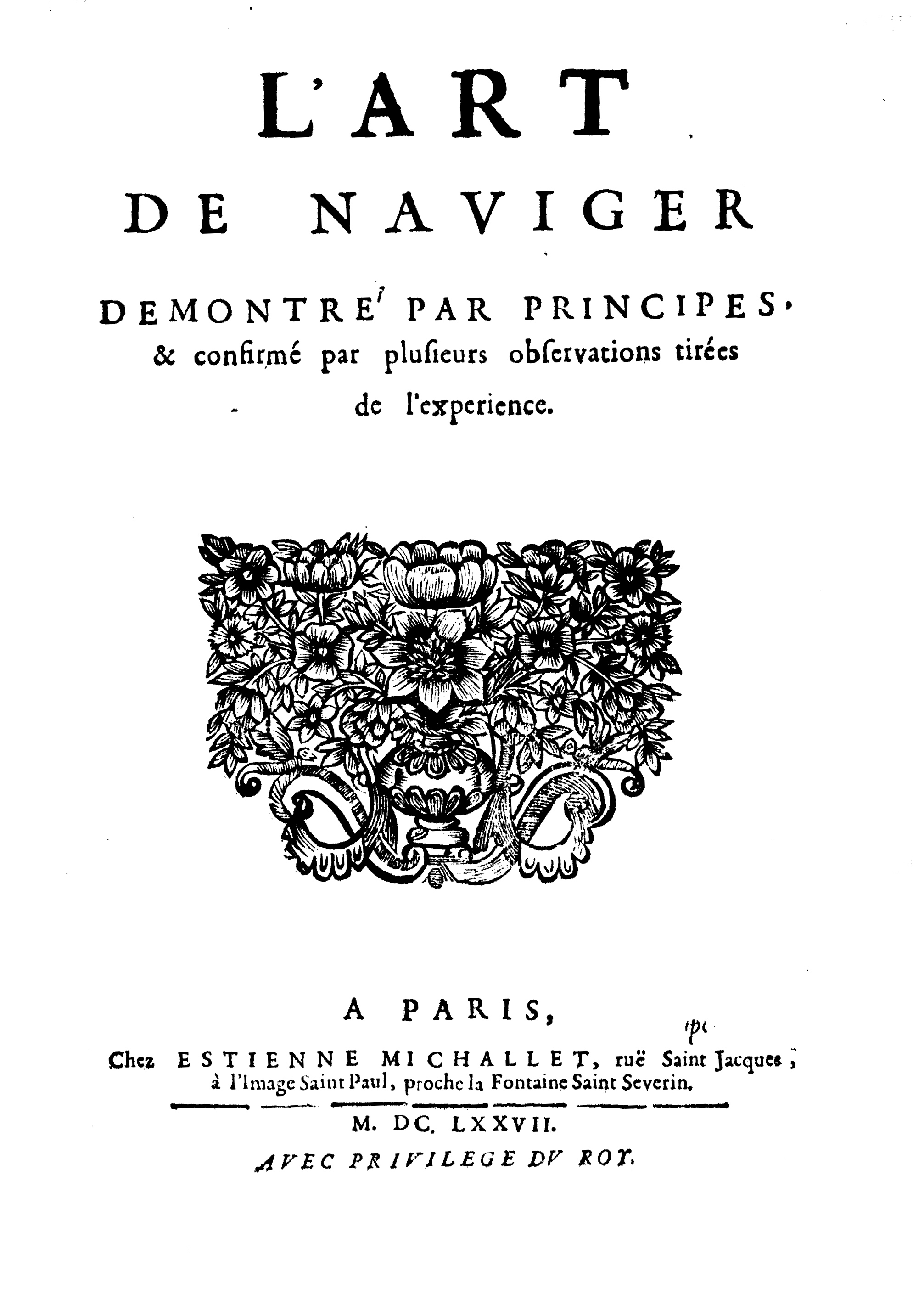
Art de naviguer, 1677

- 1660: Euclidis Elementarum libri octo, ad faciliorem captum accomodati (Lyon)
- 1674: Cursus, seu mundus mathematicus, care este un curs complet de matematică, împărțit în 30 de cărți
- 1676: Principes généraux de la géographie mathématique.